# Der Stürmer
«Der Stürmer» (с нем. — «Штурмови́к») — еженедельник, выходивший в Веймарской республике и нацистской Германии с 20 апреля 1923 по 22 февраля 1945 года (с перерывами). Издавался в Нюрнберге гауляйтером Франконии Юлиусом Штрейхером. Выходил в конце недели. В нём печатались преимущественно статьи, лозунги и карикатуры, возбуждающие ненависть к евреям; публиковались также материалы против католиков (в Третьем рейхе более популярны были различные направления протестантизма), крупных капиталистов, коммунистов и других «врагов Рейха». Была самой активной антисемитской газетой Третьего рейха. Подзаголовок — «Еженедельная газета о борьбе за правду» (нем. Wochenblatt zum Kampfe um die Wahrheit). До 1935 года печатался издательством Verlag Wilhelm Härdel, затем собственным издательством Штрайхера (нем. Verlag Der Stürmer).

## История
Изначально газета выходила в Нюрнберге как общественно-политическое местное издание с первоначальным тиражом от 2 000 до 3 000 экземпляров. Антисемитская агитация все чаще была на первом плане, пока не стала почти единственной темой издания. Добившись успеха, с 1933 года газета стала массовым нацистским листком. Целью и содержанием газеты были статьи с клеветой на евреев, автором многочисленных антисемитских карикатур был художник Филипп Рупрехт. С 1927 года на каждом титульном листе газеты присутствовала цитата историка Генриха фон Трейчке, напечатанная большими буквами: «Евреи — наша беда!». Хотя «Der Stürmer» не была официальным изданием нацистской прессы, с 1933 года её экземпляры выставлялись в публичных витринах периодики. Максимальный тираж — 486 000 экземпляров (1936/1937), специальные выпуски достигали двух миллионов.
Газета распространяла антисемитизм фанатично и в то же время примитивно. В ней часто печатались выдуманные истории о предполагаемых изнасилованиях, ритуальных убийствах, сообщения о «заговоре международного финансового еврейства» и «еврейско-большевистском заговоре», а также о «расовом позоре» и доносах, разжигающих чувство ненависти. Помимо агрессивной клеветы, распространялись навязчивые идеи сексуального содержания и порнографические изображения, привлекавшие молодую аудиторию. Написанные простым языком статьи повествовали о предполагаемом «расовом позоре», происходившем между еврейскими мужчинами (старыми) и «арийскими» женщинами (молодыми). Газета была нацелена на людей с низким уровнем образования, читателей регулярно приглашали писать и распространять статьи еженедельника. Клеветнические материалы со всего Германского Рейха публиковались под заголовком «Уважаемый забастовщик» и могли раздаваться бесплатно.
Штрейхер приветствовал усиление антисемитской политики нацистского режима, открыто требовал физического уничтожения евреев. С началом Второй мировой войны «Der Stürmer» усилил пропаганду ненависти против «плутократически-большевистского мирового еврейства». Стереотипными образами врагов, помимо евреев, в газете были «иезуиты», «большевики», «масоны» и «негры». При помощи смеси сексуальных навязчивых идей и предупреждений о «еврейско-большевистском мировом заговоре» газета вызвала ненависть к большевикам и разжигала радикальный антисемитизм в немецком обществе.
Карикатуры, публикуемые в газете, сформировали образ евреев в нацистской пропаганде; с тех пор термин «Stürmerjude» означает крайне антисемитское представление о евреях. Знаменитыми — и печально известными среди антифашистов — были еврейские карикатуры в «Штюрмере». Художник Филипп Рупрехт, подписывающий свои работы псевдонимом «Fips», создал воплощение национал-социалистического образа еврея: выпученные глаза, кривой большой нос, жаден, сексуально озабочен и труслив. Термин «Stürmerjude» стал синонимом антисемитской карикатуры на евреев.
После первых лет существования с несколькими тысячами экземпляров тираж впервые вырос до 10 тысяч в 1933 году и затем стал быстро расти. Газета достигла пика в 1936/37 году, когда было выпущено 486 000 экземпляров. Во время войны печаталось до 300 000 экземпляров. Позднее Международный военный трибунал обнаружил, что фактические потребности были выше, чем официально заявленные в юридическом уведомлении. С 1935 по 1939 год могло выпускаться до 700 000 экземпляров в неделю. Отдельные спецвыпуски, приуроченные к митингам нацистской партии, имели тираж не менее двух миллионов экземпляров.
Газету, как низкопробную и слишком националистическую, не одобрял Геббельс. В 1935 году он написал в дневнике о Штрайхере: «Весь мир знает, что он — самое грязное и отвратительное проявление национал-социализма; шантажист, извращенец, садист-порнограф, политика которого не что иное, как сумма его преступных наклонностей». Газету любил читать Адольф Гитлер. «Если вы хотите национал-социализма, вы должны одобрить Штрайхера», — сказал он о публицистической деятельности Юлиуса Штрейхера. Газета всегда оставалась частным изданием, её основатель стал обладателем миллионов. Последний выпуск вышел 22 февраля 1945 года.

## Газета как нацистское издание

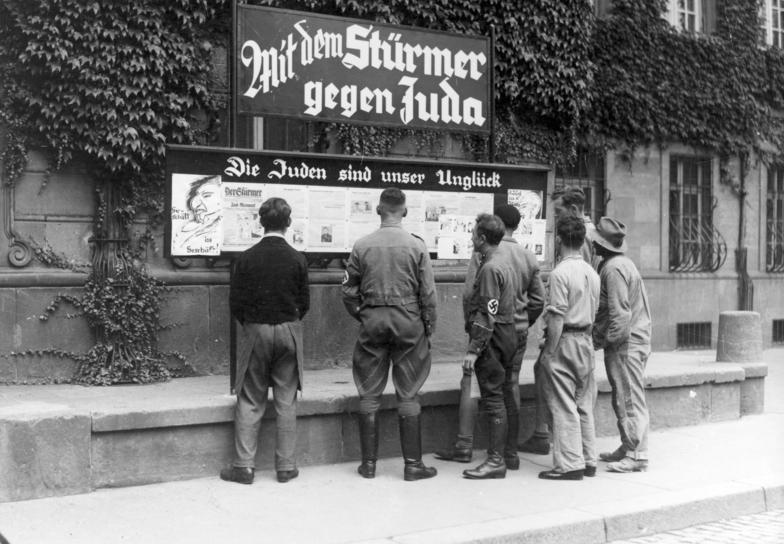
Граждане Германии читают публикации Der Stürmer, в Вормсе, 1933. На газетном щите написано: «Со „Штурмовиком“ против Иудеи», ниже надпись «Евреи — наше несчастье»

«Штурмовик», в отличие от большинства идеологической и пропагандистской нацистской прессы, носил неофициальный характер, являлся бульварным изданием, обращался к низменным инстинктам, употреблял грубые выражения и сексуально откровенные иллюстрации и карикатуры, которых в газете было очень много. Поэтому даже многие члены НСДАП его не принимали, а Штрейхер несколько раз получал от Геббельса официальный запрет на публичные выступления. Среди высокопоставленных нацистов, выступавших против «Штурмовика», были также Герман Геринг (запретивший распространение издания во всех своих многочисленных учреждениях) и Бальдур фон Ширах (исключивший его педагогическое использование во всех учебных заведениях Гитлерюгенда).
В то же время сам Гитлер, рейхсфюрер СС Генрих Гиммлер и лидер трудового фронта Германии Роберт Лей поощряли издание, считая, что примитивизм и площадной стиль «Штурмовика» делает нацистские идеи более доступными для людей с улицы. По словам коменданта Освенцима Рудольфа Хёсса, те из его подчинённых, что регулярно прочитывали «Дер Штюрмер», принадлежали к числу людей с самым узким кругозором. Сам он газету читал редко, поскольку считал издание чересчур поверхностным.
«Дер Штюрмер» печатал выдержки из так называемых «Протоколов сионских мудрецов», добавляя истории о ритуальных убийствах немецких детей евреями, истории о германских девушках, изнасилованных евреями, тем самым разжигая антисемитизм в германском обществе. Например: «С сатанинской радостью черноволосый молодой еврей прячется в ожидании ничего не подозревающей девушки, которую собирается осквернить своей кровью, таким образом похищая её у народа.»
Последствия деятельности «Дер штюрмер» были особенно тяжёлыми, поскольку эта газета имела тираж почти в полмиллиона экземпляров — один из самых больших в Германии, а также потому, что она вывешивалась на специальных стендах в городах и деревнях по всей стране. «Дер штюрмер» и, следовательно, «Протоколы» изучали в немецких школах. Газета пыталась придать антисемитизму научный оттенок, доказывая, что женщина, чью кровь осквернил «расово неполноценный», больше никогда не сможет родить настоящих арийцев.
До предела просто в газете была решена проблема происхождения Христа: «Евреи и тут … тянут свои грязные потные пальцы к великой святыне. … Христос был арийцем. Это факт. Он не требует больше никаких дискуссий».
В «Дер Штюрмер» публиковались письма читателей с жалобами на евреев, стремящихся всевозможными путями сделать плохо «истинным арийцам». Значительную их часть выдумывал сам Штрейхер.

## События
В 1920-е годы антисемитские публикации Штрайхера стали поводом для ряда обвинений в клевете, за которые он как автор, редактор и издатель получил в общей сложности 8 месяцев тюремного заключения.
После прихода к власти нацистов в других частях Германии появились ещё 9 аналогичных изданий. Все они приносили своему издателю немалый доход.
В 1934 году «Штюрмер» выдвинул идею перемещения всех евреев на Мадагаскар и содержания их в лагерях «до тех пор, пока они не уничтожат и не съедят друг друга».
В 1937 году по указанию Штрейхера в одном из номеров «Дер Штюрмера» единственная дочь Геринга была названа «плодом искусственного оплодотворения». Этот выпад в адрес Геринга был связан с тем, что последний хотел видеть еврея Мильха своим заместителем, скорректировав ему биографию. Однако Геринг добился от Гитлера финансовой проверки деятельности Штрейхера, результатом которой стало удаление его со всех партийных постов в 1940 году. После этого он прямо политикой не занимался, сосредоточившись на редактировании «Дер Штюрмера», то есть непосредственно только разжиганием ненависти к евреям.
В октябре 1938 в «Дер Штюрмер» писалось с ещё большей откровенностью о евреях: «Бактерии, паразиты, вредители — их нельзя терпеть. Для того чтобы блюсти чистоту и гигиену, мы обязаны их обезвреживать, убивать».
В мае 1939 года газета писала: «В большевистской России должна быть проведена карательная экспедиция против евреев. Советских евреев постигнет судьба всех преступников и убийц — немедленная расправа и смерть. Тогда весь мир увидит, что конец евреев — это конец большевизма.» То есть, газета внушала читателям, что понятия «евреи» и «советская власть» тождественны, что было распространённым приёмом нацистской пропаганды.
В январе 1940 года, незадолго до начала окончательного решения еврейского вопроса, в передовице газеты было написано так: «Близится время, когда придёт в действие машина, готовая вырыть могилу мировым преступникам — евреям, и им не найти от неё спасения».

## Судьба издателя
Издатель еженедельника «Stürmer» Юлиус Штрейхер как нацистский гауляйтер Франконии, также принимавший непосредственное участие в преследовании евреев, после окончания войны был приговорён Международным военным трибуналом в Нюрнберге к смертной казни за преступление против человечности, выразившееся в издании еженедельника и подстрекательствах к преследованию евреев, и повешен 16 октября 1946 года. Карикатурист Филипп Рупрехт был приговорён к десяти годам тюремного заключения. Был освобождён через пять лет в 1950 году, жил в Штарнберге и Мюнхене, работал как художник и декоратор.